# Železniško postajališče Trier–Jug
Železniško postajališče Trier Jug je operativna točka na železniški progi Trier–Perl–d.m. Nahaja se južno od središča mesta Trier. Odprta leta 1908, Sprejemna stavba, je spomeniško zaščitena stavba. 

## Zgodovina
Do leta 1908 je bilo majhno postajališče v Heiligkreuzu na Heiligkreuzer Straße, ki je bil 1. maja 1903 iz Löwenbrücken v Trier Süd preimenovan. V okviru razširitve Hohenzollernstraße na železniške tire je mestna uprava leta 1906 načrtovala prestavitev železniške postaje 150 metrov proti severu. Arhitekt nove sprejemne stavbe je Alwin Wenzel, ki je delal kot gradbeni referent v gradbenem oddelku Kraljeve železniške direkcije v Saarbrücknu. 10. marca 1908 je mesto Trier odobrilo načrte za novo stavbo in takoj zatem so se začela gradbena dela. Za razliko od starega postajališča so bili tiri nove postaje na visokem nasipu, sprejemna stavba pa je bila zgrajena pri tleh. Hkrati z izgradnjo postaje je bil pod železniškimi tiri južno od sprejemne stavbe zgrajen cestni podhod. Postaja je začela obratovati leta 1908.

## Opis
Sprejemna stavba, ki jo je zasnoval Alwin Wenzel, ima neobaročne oblike reformne arhitekture z elementi secesije. Stavba je imela dvonadstropno vhodno vežo, skozi katero je bil po predoru dostop do ploščadi. Na južni strani so bile v enonadstropnem prizidku blagajne za prodajo kart, prtljaga in pisarna upravnika postaje. V višjem severnem traktu sta bili dve čakalnici in restavracija. Nad čakalnicami sta bili stanovanji za upravitelja postaje in gostilničarja, kamor se je dostopalo prek stopniščnega stolpa na severni strani stavbe. Nekdanja veža ima visoko štirikapno streho, severni trakt ima strmo mansardo. Danes je stavba spomeniško zaščitena in nima več nobene železniško tehnične ali obratovalne funkcije. Operativno je zdaj del glavne postaje v Trierju. Tiri so dvignjeni, dostop do delno pokritega osrednjega perona pa je po zaprtju postajnega poslopja omogočen s podvoza Hohenzollernstraße. Poleg obeh peronskih tirov je tudi tir za tovorni promet na enotirni progi od mostu Mozele Trier-Pfalzel, ki se tu konča.

## Spletne povezave
- Bahnhof Trier-Süd auf kulturdb.de, vom 2. Februar 2014

1. ↑  »Verzeichnis der Kulturdenkmäler. Kreisfreie Stadt Trier« (PDF) (v nemščini). Generaldirektion Kulturelles Erbe Rheinland-Pfalz. 9. januar 2018. Pridobljeno 25. septembra 2018.
2. ↑  Sebastian Schnitzius: Entwicklung der Eisenbahn im Trierer Raum, Trier 1984, S. 27
3. 1 2  Bahnhof Trier-Süd. Datenbank der Kulturgüter in der Region Trier, vom 2. Februar 2014, abgerufen am 26. September 2018.